# لوسیوس سوم
پاپ لوسیوس سوم (به انگلیسی: Lucius III) (تولد:۱۱۰۰ - درگذشت :۲۵ نوامبر ۱۱۸۵)یکی از پاپ‌های کلیسای کاتولیک رم بود که در توسکانی به دنیا آمد و از ۱۱۸۱ تا ۱۱۸۵ میلادی پاپ بود.